# Виттек, Максимилиан
Максимилиан Ви́ттек (нем. Maximilian Wittek; род. 21 августа 1995, Фрайзинг, Бавария) — немецкий футболист, левый защитник клуба «Бохум».

## Клубная карьера

### «Мюнхен 1860»
Начал заниматься футболом в любительском клубе «Эхинг», затем перешёл в школу профессионального клуба «Мюнхен 1860». В сезоне 2013/14 провёл 2 игры за вторую команду клуба в Региональной лиге «Бавария» (четвёртой по уровню), дебютным стал домашний матч 13-го тура против команды «Шальдинг-Хайнинг» 7 сентября 2013 года, Виттек отыграл все 90 минут, его команда победила со счётом 2:1.
Сезон 2014/15 стал для Виттека первым в первой команде «Мюнхена 1860», выступавшей во Второй Бундеслиге. Первой официальной игрой за первую команду стал домашний матч второго тура Второй Бундеслиги против «Лейпцига» 10 августа 2014 года, Виттек вышел в стартовом составе и был заменён в перерыве при счёте 0:1, в итоге его команда проиграла со счётом 0:3. Первый гол забил в домашней игре 17-го тура Второй Бундеслиги 2014/15 против «Карлсруэ» 13 декабря 2014 года, Виттек открыл счёт ударом с левой ноги, его команда проиграла со счётом 2:3. Во Второй Бундеслиге 2014/15 17 раз выходил в стартовом составе и 3 раза на замену, во Второй Бундеслиге 2015/16 — 26 раз в стартовом составе и 1 раз на замену.
По итогам сезона 2016/17 «Мюнхен 1860» выбыл из Второй Бундеслиги. Из-за финансовых проблем клуб не смог получить лицензию для выступления в Третьей лиге и выбыл сразу в Региональную лигу «Бавария» (четвёртую по уровню). Все футболисты основного состава покинули клуб в летнее трансферное окно 2017 года.

### «Гройтер Фюрт»
Летом 2017 года на правах свободного агента подписал контракт сроком на 3 года с другим клубом Второй Бундеслиги «Гройтер Фюртом» 18 июня 2017 года. В «Гройтер Фюрте» был основным левым защитником. Первую официальную игру за «Гройтер Фюрт» провёл 29 июля 2017 года, это был выездной матч первого тура Второй Бундеслиги против «Дармштадта», Виттек отыграл все 90 минут, его команда проиграла со счётом 0:1. Первый гол за «Гройтер Фюрт» забил 21 октября 2017 года в выездной игре 11-го тура Второй Бундеслиги против берлинского «Униона» левой ногой с передачи Левента Айчичека (ранее также игравшего за «Мюнхен 1860»), «Гройтер Фюрт» проиграл со счётом 1:3. 8 мая 2020 года «Гройтер Фюрт» объявил, что не продлит истекающий контракт Виттека.

### «Витесс»
21 июля 2020 года Виттек на правах свободного агента подписал контракт сроком на 3 года с нидерландским клубом «Витесс». Главным тренером «Витесса» был немец Томас Летш. Дебютировал в зарубежном футболе в выездной игре первого тура Высшего дивизиона против «Валвейка» 13 сентября 2020 года, отыграл все 90 минут, «Витесс» победил со счётом 1:0. Первый гол за рубежом забил 14 марта 2021 года в выездном матче 26-го тура Высшего дивизиона против «Утрехта», гол Виттека левой ногой с передачи Усамы Дарфалу установил окончательный счёт 3:1 в пользу «Витесса».
По итогам сезона 2020/21 «Витесс» неожиданно занял четвёртое место в Высшем дивизионе и получил право выступить в третьем отборочном раунде первого сезона Лиги конференций УЕФА. В Лиге конференций 2021/22 «Витесс» дошёл до 1/8 финала, где уступил будущему победителю, итальянской «Роме». Виттек выходил в стартовом составе во всех 14 играх Лиги конференций 2020/21 (4 в квалификации и 10 в основной стадии), забил 5 мячей (2 в квалификации и 3 в основной стадии), в том числе последний гол «Витесса» в этом соревновании, 17 марта 2021 года в выездном ответном матче против «Ромы».
В сентябре 2022 года «Витесс» сменил главного тренера. 22 сентября Томас Летш покинул клуб, чтобы возглавить «Бохум». 26 сентября 2022 года новым главным тренером стал Филлип Коку. Под руководством Филлипа Коку Виттек остался основным левым защитником «Витесса».

### «Бохум»
14 августа 2023 года перешёл в «Бохум», подписав трёхлетний контракт.

## Карьера в сборной
В 2014—2016 годах выступал за сборную Германии до 20 лет. В её составе участвовал в чемпионате мира до 20 лет 2015 года в Новой Зеландии. На турнире Виттек быз запасным и сыграл лишь в одном матче из пяти: после двух побед в двух первых турах группового этапа (над Фиджи и Узбекистаном) в третьем туре (против Гондураса) Франк Вормут выпустил неосновной состав, в котором Виттек вышел с первых минут и на 63-й минуте игры был заменён на Роберта Бауэра. Немцы дошли до четвертьфинала, где по пенальти уступили сборной Мали.

## Статистика выступлений
| Выступление      | Выступление                 | Выступление      | Лига | Лига | Кубок | Кубок | Еврокубки | Еврокубки | Прочие | Прочие | Итого | Итого |
| Клуб             | Лига                        | Сезон            | Игры | Голы | Игры  | Голы  | Игры      | Голы      | Игры   | Голы   | Игры  | Голы  |
| ---------------- | --------------------------- | ---------------- | ---- | ---- | ----- | ----- | --------- | --------- | ------ | ------ | ----- | ----- |
| Мюнхен 1860 II   | Региональная лига «Бавария» | 2013/14          | 2    | 0    | —     | —     | —         | —         | —      | —      | 2     | 0     |
| Мюнхен 1860 II   | Региональная лига «Бавария» | 2014/15          | 5    | 0    | —     | —     | —         | —         | —      | —      | 5     | 0     |
| Мюнхен 1860 II   | Итого                       | Итого            | 7    | 0    | —     | —     | —         | —         | —      | —      | 7     | 0     |
| Мюнхен 1860      | Вторая Бундеслига           | 2014/15          | 20   | 1    | 0     | 0     | —         | —         | 2      | 0      | 22    | 1     |
| Мюнхен 1860      | Вторая Бундеслига           | 2015/16          | 27   | 0    | 3     | 0     | —         | —         | —      | —      | 30    | 0     |
| Мюнхен 1860      | Вторая Бундеслига           | 2016/17          | 25   | 0    | 3     | 0     | —         | —         | 1      | 0      | 29    | 0     |
| Мюнхен 1860      | Итого                       | Итого            | 72   | 1    | 6     | 0     | —         | —         | 3      | 0      | 81    | 1     |
| Гройтер Фюрт     | Вторая Бундеслига           | 2017/18          | 33   | 4    | 2     | 0     | —         | —         | —      | —      | 35    | 4     |
| Гройтер Фюрт     | Вторая Бундеслига           | 2018/19          | 23   | 0    | 1     | 0     | —         | —         | —      | —      | 24    | 0     |
| Гройтер Фюрт     | Вторая Бундеслига           | 2019/20          | 28   | 1    | 1     | 0     | —         | —         | —      | —      | 29    | 1     |
| Гройтер Фюрт     | Итого                       | Итого            | 84   | 5    | 4     | 0     | —         | —         | —      | —      | 88    | 5     |
| Витесс           | Высший дивизион             | 2020/21          | 32   | 1    | 5     | 0     | —         | —         | —      | —      | 37    | 1     |
| Витесс           | Высший дивизион             | 2021/22          | 25   | 0    | 3     | 0     | 14        | 5         | —      | —      | 42    | 5     |
| Витесс           | Высший дивизион             | 2022/23          | 31   | 3    | 0     | 0     | —         | —         | —      | —      | 31    | 3     |
| Витесс           | Высший дивизион             | 2023/24          | 1    | 0    | 0     | 0     | —         | —         | —      | —      | 1     | 0     |
| Витесс           | Итого                       | Итого            | 89   | 4    | 8     | 0     | 14        | 5         | —      | —      | 111   | 9     |
| Всего за карьеру | Всего за карьеру            | Всего за карьеру | 252  | 10   | 18    | 0     | 14        | 5         | 3      | 0      | 287   | 15    |